# Chardon (Ohio)
Chardon è una località degli Stati Uniti d'America, capoluogo della contea di Geauga, nello Stato dell'Ohio.